# غونزالو ميراندا
غونزالو ميراندا (بالإسبانية: Gonzalo Miranda) هو لاعب إسكواش أرجنتيني، ولد في 28 نوفمبر 1989 في لابلاتا في الأرجنتين.

## وصلات خارجية
- غونزالو ميراندا على موقع الاتحاد الدولي لمحترفي الاسكواش (مؤرشف) (الإنجليزية)
- غونزالو ميراندا على موقع SquashInfo.com (الإنجليزية)
- غونزالو ميراندا على موقع اللجنة الأولمبية الأرجنتينية (الإسبانية)